# Conrad le Frisé
Conrad le Frisé (en polonais Konrad Kędzierzawy, né vers 1191/1198 – mort à Czerwony Kosciol, 4/5 septembre 1213), est un prince polonais membre de la lignée des Piast de Silésie. 

## Éléments de biographie
Conrad est le troisième fils de Henri Ier le Barbu, duc de Wroclaw, et de son épouse la future sainte Edwige de Silésie, fille du duc Berthold IV de Méranie.
On connaît peu de chose de ses premières années. Après la mort de son frère aîné Bolesław (né vers 1190/1194 mort le 10/11 septembre 1206/1208) il devient l'héritier potentiel du duché de Silésie devant son autre frère Henri II le Pieux. Conrad meurt très jeune à la suite d'un accident en tombant de son cheval pendant une chasse. Il est inhumé dans l'abbaye des moniales cisterciennes de Trzebnica (en allemand Trebnitz) fondée par sa mère la duchesse Edwige en 1202/1203 qui deviendra la nécropole de sa famille et dont sa sœur Gertrude (née vers 1200, morte le 30 décembre 1268) est l'abbesse.

## Source
- (de) Europäische Stammtafeln Vittorio Klostermann, Gmbh, Francfort-sur-le-Main, 2004  (ISBN 3465032926),  Die Herzoge von Schlesien, Krakau und Gosspolen, dann in Liegnitz, Breslau und Brieg des Stammes der Piasten  Volume III Tafel 9.